# Château de Tchinadiïvskiy
Le château de Tchinadiïvskiy (Чинадіївський замок) est un château ukrainien situé à Tchynadiïovo, en Ruthénie subcarpathique.

## Historique
Le château a été construit au XVe siècle et gravement endommagé lors de la bataille de Munkács (début XVIIIe siècle), pendant la guerre transylvaine contre les Habsbourg menée par François II Rákóczi, alors prince de Transylvanie. En 1726 l'empereur Charles VI de Habsbourg en fit don à Friedrich von Schönborn, membre de la noblesse autrichienne. Lors de la dislocation de l'empire austro-hongrois en 1918, le château de Tchinadiïvskiy devient ruthène puis tchécoslovaque.
Hongrois en 1939 à la faveur des arbitrages de Vienne, il est réquisitionné par la Wehrmacht en 1944, pillé par l'Armée rouge en 1945 puis utilisé comme pénitencier par le NKVD au début de la période soviétique. Devenu vétuste, il est abandonné dans les années 1960. Après l'indépendance de l'Ukraine en 1991, il est restauré par les artistes Tatiana et Józef Bartosz, et visitable.

### Galerie

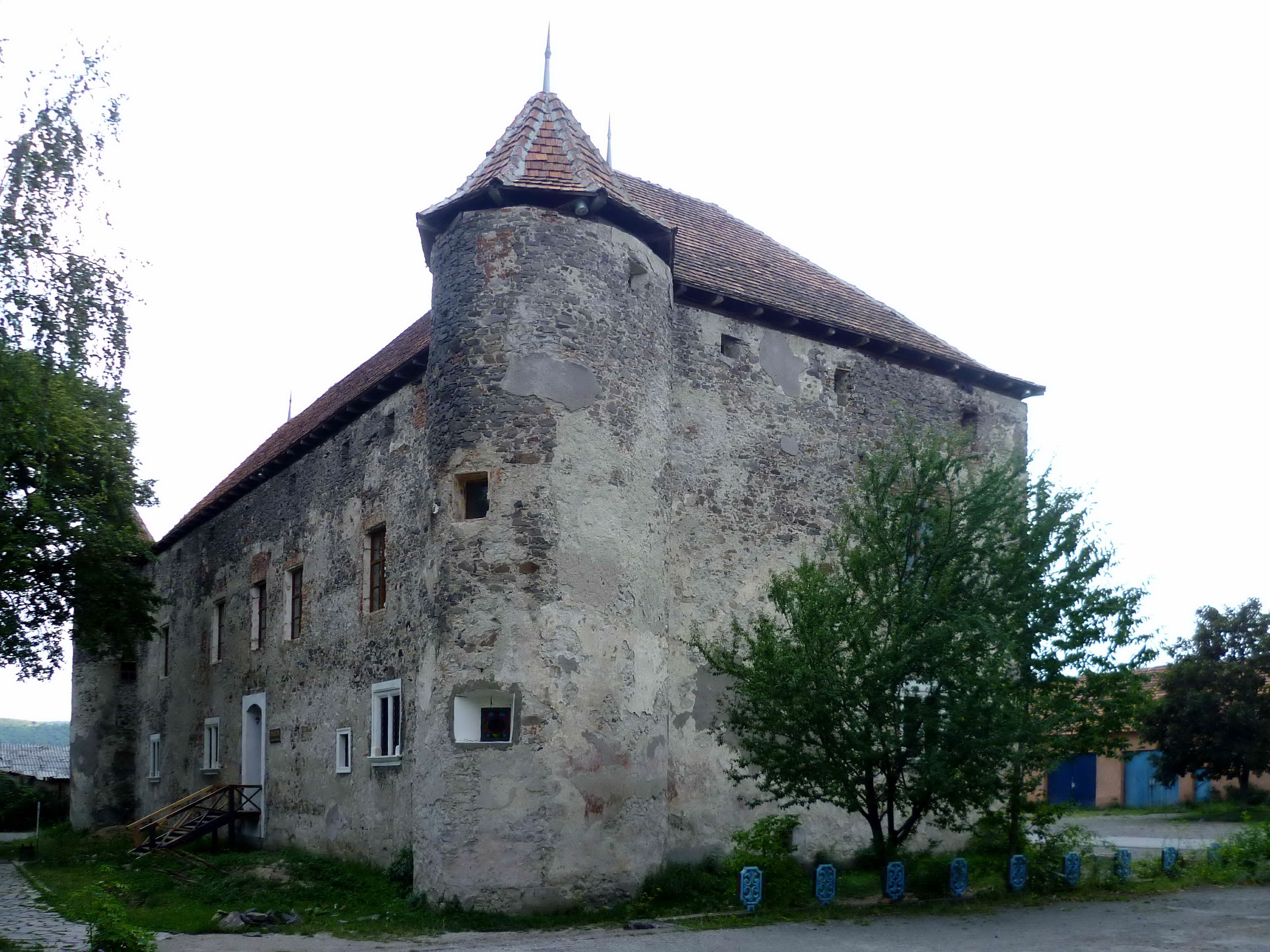
Diverses…
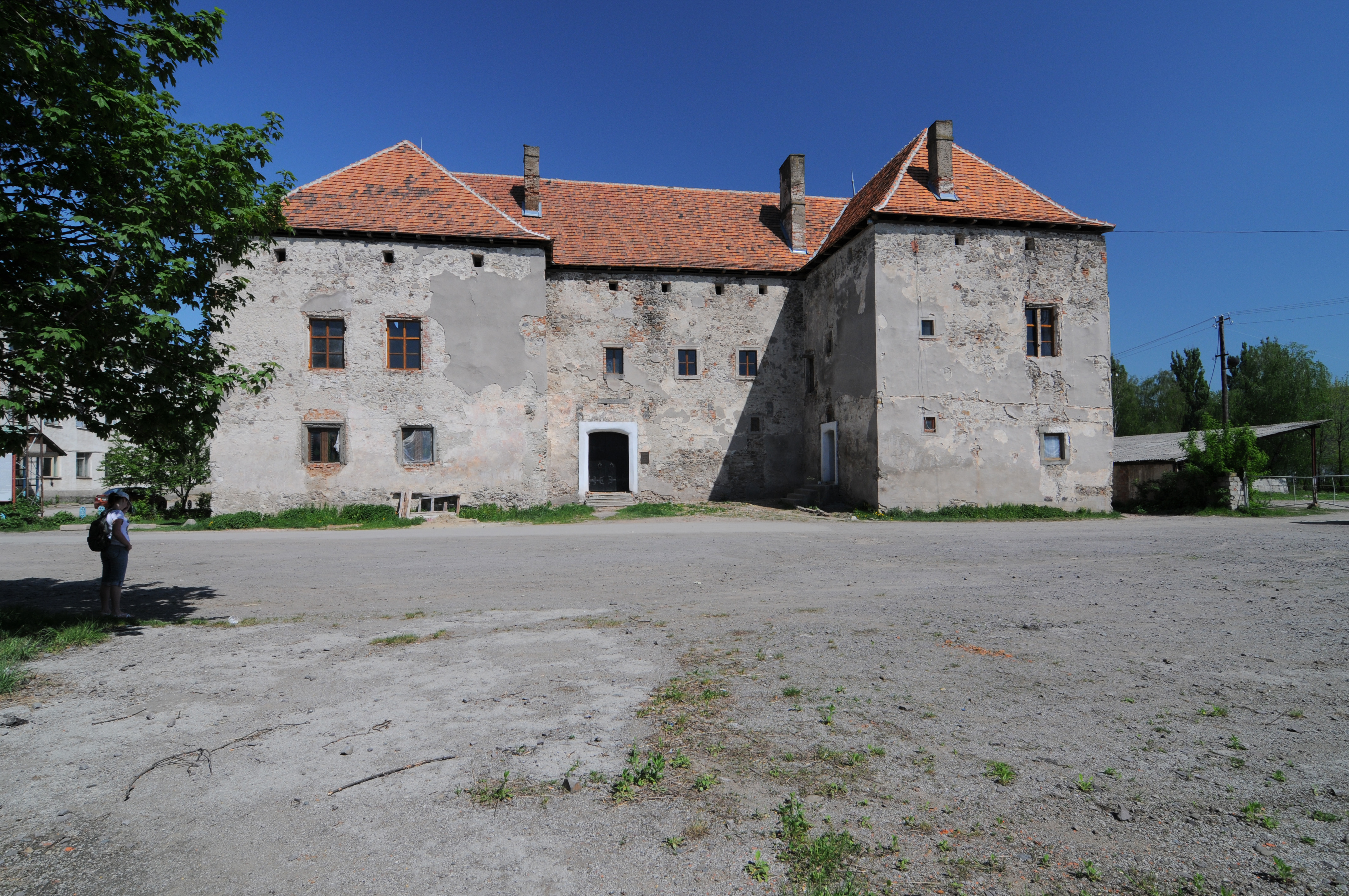
…vues…
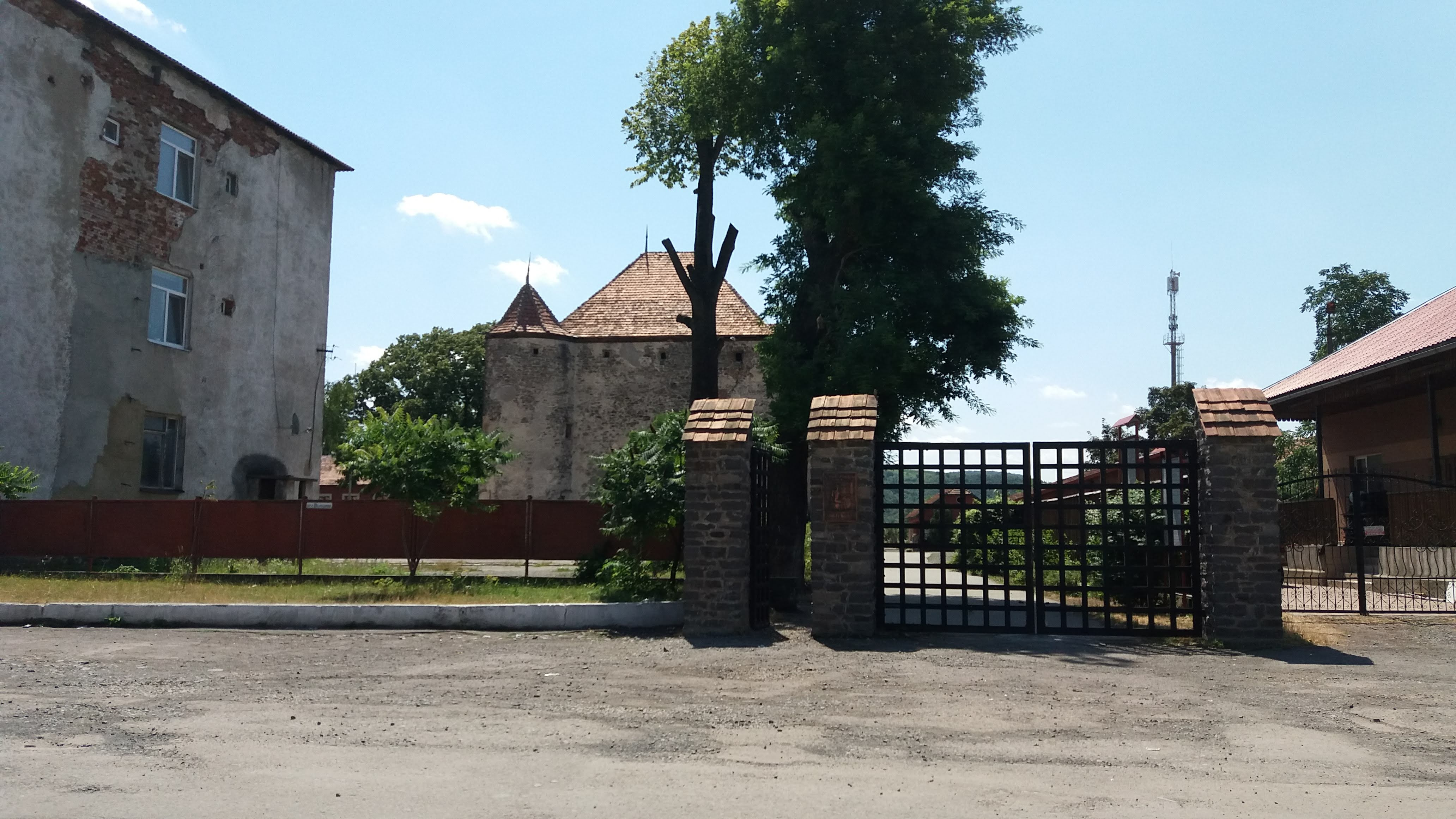
…de l'extérieur
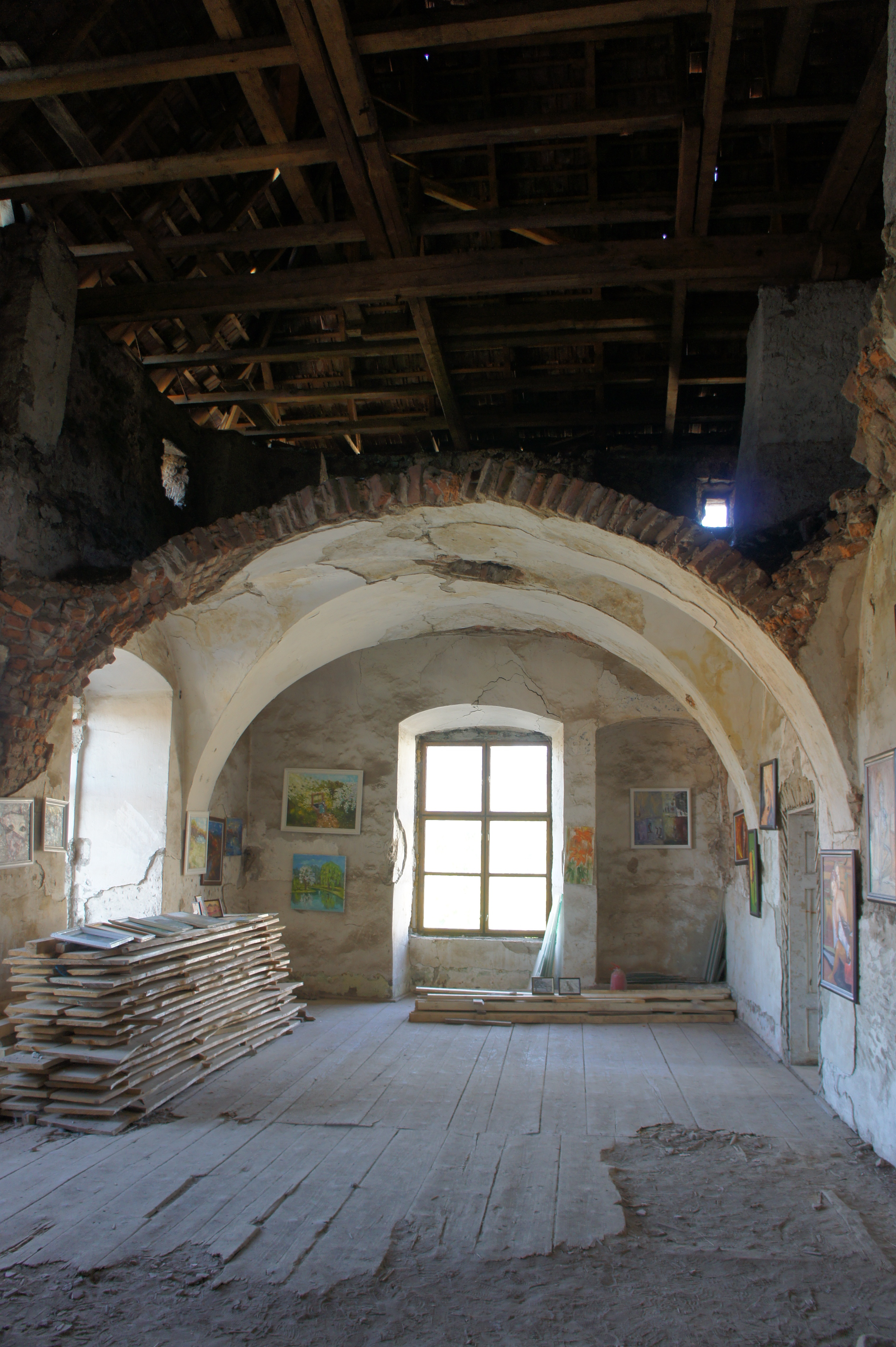
Salle voûtée
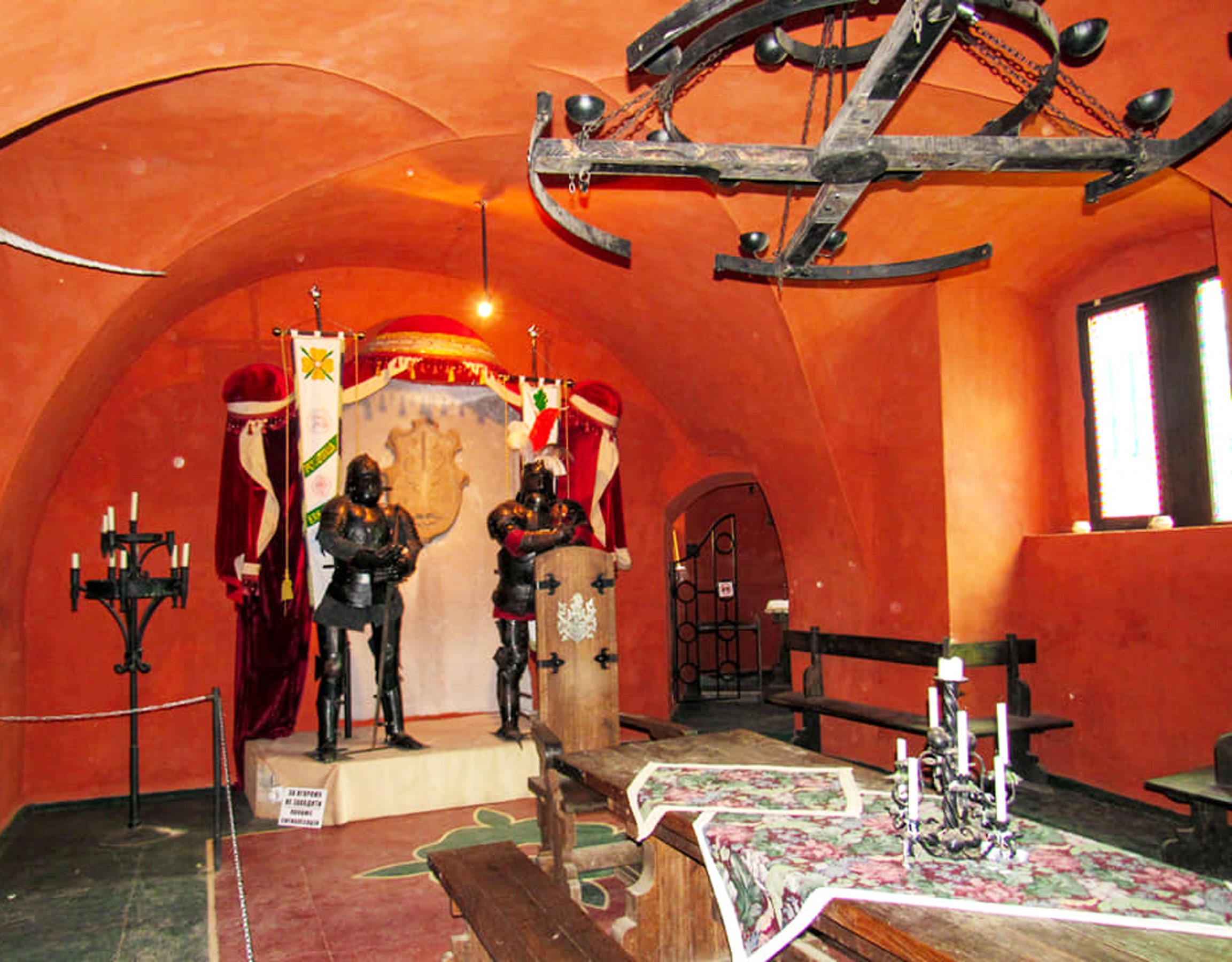
Salle des chevaliers
Salle des portraits
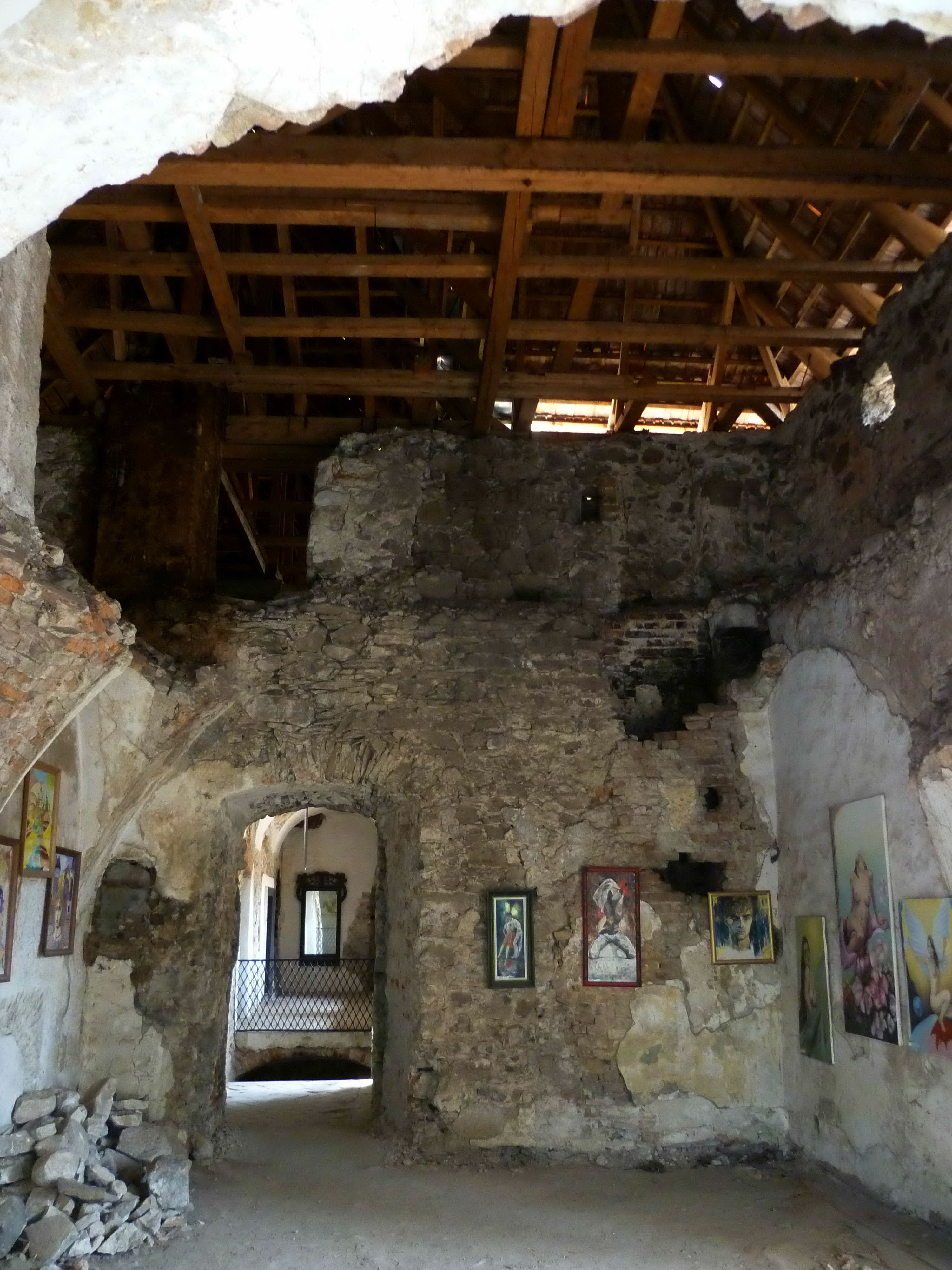
Salle en restauration.

## Châteaux proches
- Liste de châteaux ukrainiens.

## Compléments
- Château de Tchinadiïvskiy sur Commons